# Kösener Senioren-Convents-Verband
Le Kösener Senioren-Convents-Verband (KSCV), fondé en 1848, est la plus vieille confédération de corporations d'étudiants en Allemagne, Suisse et Autriche. Il trouve ses racines dans le mouvement idéaliste. Certaines de ses branches datent de plus de 200 ans.

## Kösener Corpslisten

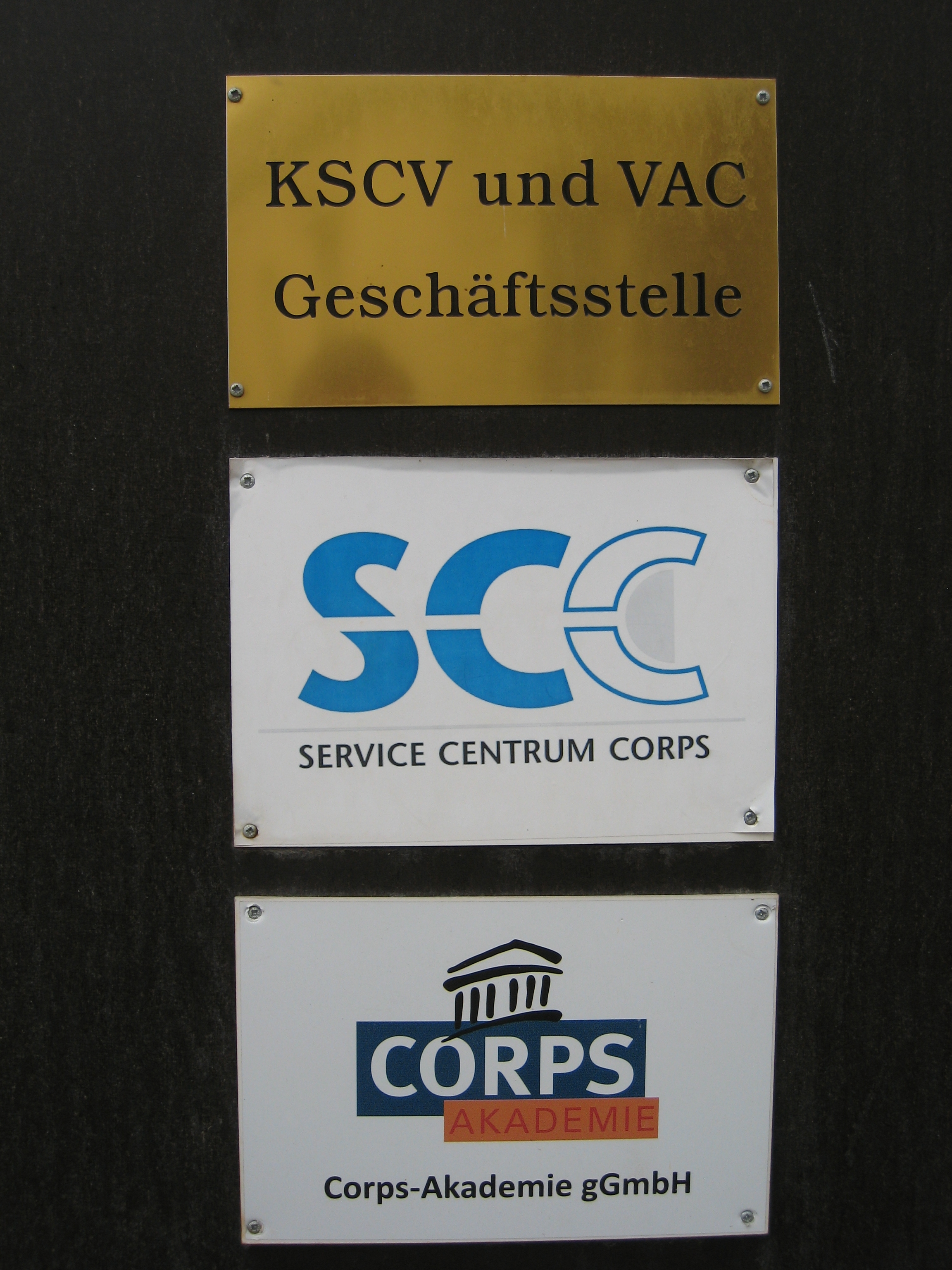
Siège à Bad Kösen, Parkstraße 3

En 2010, on dénombre toujours 102 corps du Kösener répartis dans 14 établissements d'enseignement supérieur. 2 000 étudiants et 13 000 enseignants (ou assistants), de tous les continents, sont des « Kösener Corpsstudenten »
La KSCV est la seule association corporative européenne à publier depuis toujours les listes des membres de ses corps. Leonhard Zander (de) publie dans les années 1880 un premier répertoire des étudiants vivants des corps avec 4 084 noms. Paul Salvisberg (de) édite l'Almanach de Kösen en 1887/88. Karl Rügemer s'occupe des listes du corps de Kösen de 1910, qui sont également disponibles sous forme numérique. Elles constituent une contribution importante à l'histoire des étudiants et un inépuisable réservoir de mots-clés sur les biographies des étudiants du corps depuis la fin du XVIIIe siècle. Les KKL 1910 revêtent également une importance particulière en ce qui concerne les corps éteints (de) et les "vorkösener" Corpslandmannschaften. Les KCL 1930, publiées par Otto Gerlach, ne recensent plus que les corps suspendus après 1867. Dans les KCL 1960, également éditées par Gerlach, on ne trouve que les corps suspendus après 1892.
Herbert Kater travaille sur les volumes complémentaires de 1971 et 1981. Les KCL 1996, publiés par Hermann Kruse, ne mentionnent plus que les étudiants du Corps qui sont devenus actifs après la Première Guerre mondiale. Ils ne sont plus disponibles que sous forme de CD.